# One Hour Photo
One Hour Photo is een Amerikaanse film uit 2002 geregisseerd door Mark Romanek. De hoofdrollen worden vertolkt door Robin Williams en Connie Nielsen.

## Verhaal
De eenzame foto-ontwikkelaar Sy (Robin Williams) ontwikkelt al twintig jaar foto's. Hij begint de familie Yorkin, zijn belangrijkste klanten, te bespioneren. Hij wil ook deel uitmaken van hun familie maar als hij ontdekt dat de vader van de familie Will Yorken (Michael Vartan) vreemdgaat, wil hij wraak nemen en hem blootstellen.

## Rolverdeling
- Robin Williams - Sy Parrish
- Connie Nielsen - Nina Yorkin
- Michael Vartan - Will Yorkin
- Dylan Smith - Jake Yorkin
- Erin Daniels - Maya Burson
- Paul H. Kim - Yoshi Araki
- Lee Garlington - Waitress
- Gary Cole - Bill Owens
- Marion Calvert - Mevr. Von Unwerth
- David Moreland - Mr. Siskind
- Eriq La Salle - Detective James Van Der Zee
- Clark Gregg - Detective Paul Outerbridge

## Prijzen
- 2003 - Saturn Award
  - Gewonnen: Beste acteur (Robin Williams)
- 2003 - OFCS Award
  - Gewonnen: Beste regisseur (Mark Romanek)
- 2003 - Golden Satellite Award
  - Genomineerd: Beste acteur in een dramafilm (Robin Williams)